# Łąki Kozielskie (stacja kolejowa)
Łąki Kozielskie – nieczynna stacja kolejowa w miejscowości Raszowa, w województwie opolskim, w powiecie strzeleckim, w gminie Leśnica, w Polsce.